# ヘルアイランド
『ヘルアイランド』（原題：Surviving Evil）は2009年の南アフリカ・イギリス合作のホラー映画。

## あらすじ
フィリピンのとある無人島を訪れたTVクルー。上陸後、早速サバイバル番組の撮影を始める。

## スタッフ
- 監督：テレンス・ドウ
- 脚本：テレンス・ドウ
- 製作：アントン・エルンスト、マルコム・コール、デビッド・パプケウィッツ
- 音楽：トム・ケイン、コリン・バルドリー
- 撮影：マイク・ダウニー
- 編集：アダム・レヒト
- プロダクションデザイン：ミッチ・ゴードン

## キャスト
- ビリー・ゼイン
- ナタリー・メンドーサ
- クリスティーナ・コール
- ジョエル・トレ
- コリン・モス
- ルイーズ・バーンズ